# Charles Coffin Jewett

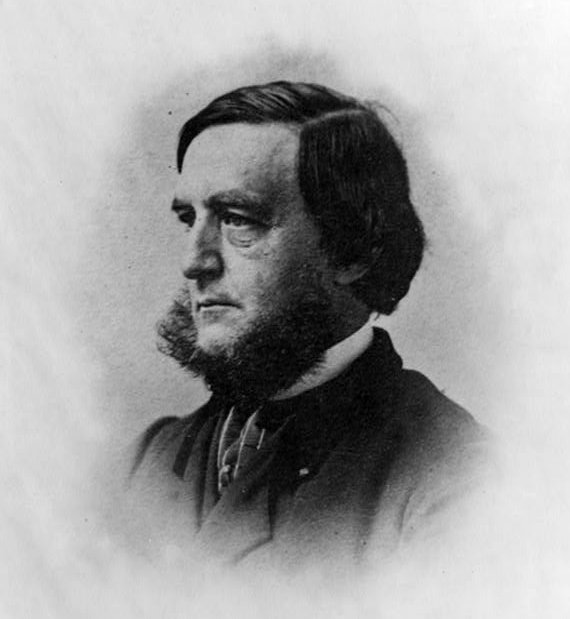
Charles Coffin Jewett

Charles Coffin Jewett (* 12. August 1816 in Lebanon; † 9. Januar 1868 in Boston) war ein US-amerikanischer Bibliothekar.
Ab 1848 war er Bibliothekar der Smithsonian Institution und ab 1858 Superintendent der Boston Public Library. Jewett engagierte sich besonders für die US-amerikanischen öffentlichen Bibliotheken. Im Jahr 1852 führte er als erster das Prinzip der korporativen Verfasserschaft in die alphabetische Katalogisierung ein.

## Leben
Jewett besuchte die Salem Latin School, bevor er die Universitäten Dartmouth College und Brown University besuchte. Erste Erfahrungen im Katalogisieren machte er als Student der Brown University, wo er half, die Bestände der Philermenian Literary Society aufzunehmen. Im Jahr 1837 trat er ins Andover Theological Seminary ein, wo er an der Katalogisierung der Bibliothek des Seminars beteiligt war. Im Jahr 1841 wurde Jewett Bibliothekar der Brown University. Er modernisierte die Bibliothek und begann einen Bibliothekskatalog zu erstellen. Dieser umfasste zwei Teile: einen alphabetischen Katalog und einen alphabetischen Schlagwortkatalog, die zwei Jahre später fertiggestellt waren.
Im Anschluss begab sich Jewett zwei Jahre nach Europa, um dort Bücher zu erwerben und zu studieren. 1847 wurde er in die American Academy of Arts and Sciences gewählt. Im Jahr 1848 wurde er Bibliothekar und Assistant Secretary der Smithsonian Institution, wo er die Kataloge der wichtigsten US-amerikanischen Bibliotheken sammelte und eine Studie über die US-amerikanischen Bibliotheken verfasste. Bei der ersten Librarian's Convention wurde Jewett 1853 einstimmig zum Präsidenten gewählt. Nach Konflikten mit seinem Supervisor und dem Board of Regents bezüglich der Methoden der Smithsonian Institution sein Budget zu akquirieren, wurde Jewett 1858 gekündigt und wechselte als neuer Superintendent zur Boston Public Library. Diese Funktion übte er bis zu seinem Tod 1868 aus. Er starb durch einen Schlaganfall an seinem Arbeitsplatz.
Der Bostoner Verleger John P. Jewett war Jewetts Bruder.

## Werk
Jewett hatte die Vision einer nationalen Bibliothek, die einen Gesamtkatalog aller öffentlichen Bibliotheken der USA führen sollte. Die Smithsonian Institution sollte diese Funktion übernehmen, Jewett verwendete Jahre seines Lebens darauf, Leitfäden zur Erreichung seines Ziels zu entwerfen.
Als Katalogisierungstheoretiker trat Jewett für die alphabetischen Kataloge ein, deren Erstellung und Benutzung er für unkompliziert einfach erachtete. Darüber hinaus wandte er sich gegen bloße Listen, sondern befürwortete zusätzliche biographische und bibliographische Informationen. Strenge und einheitliche Katalogisierungsregeln galten ihm als einzige Möglichkeit, Missverständnisse und Ungenauigkeiten auszuschließen, selbst die Benutzerfreundlichkeit der Kataloge unter komplizierten Regelungen leiden sollte.
Im Jahr 1852 führte er als erster das Prinzip der korporativen Verfasserschaft in die alphabetische Katalogisierung ein.

## Werke
- Notices of public libraries in the United States of America. Printed by order of Congress, as an appendix to the Fourth annual report of the Board of Regents of the Smithsonian Institution. Washington, Printed for the House of Representatives, 1851